# Сан Донато Фронцано (Фиренца)
Сан Донато Фронцано је насеље у Италији у округу Фиренца, региону Тоскана.
Према процени из 2011. у насељу је живело 436 становника. Насеље се налази на надморској висини од 438 м.